# Бабет отива на война
„Бабет отива на война“ (на френски: Babette s’en va-t-en guerre) е френска комедия от 1959 г. на режисьора Кристиан-Жак с участието на емблематичната френска актриса Брижит Бардо. Действието на филма се развива в началото на Втората световна война в окупирана Франция.

## Сюжет
В началото на Втората световна война младата наивна девойка Бабет(Брижит Бардо) без нищо да подозира, започва работа в бордей. Публичният дом в пълния си състав се евакуира на екскурзионен катер при настъпването на немците. По стечение на много обстоятелства, Бабет се озовава в Англия и попада на работа в щаба на британското разузнаване, а по-късно и в тила на врага. Оказва се, че Бабет прилича като две капки вода на Хилда, възлюбената на германския генерал Фон Аренберг, подготвящ план за нахлуването на Германия във Великобритания. Пред Бабет и съпровождащият я разузнавач Жерар стои задачата да отвлекат генерала заедно с цялата му документация. Привличайки за своята цел дори Гестапо, Бабет се справя великолепно с поставената и задача, и дори открива любовта.

### Реализация
Филмът е представен на Московския международен филмов фестивал през 1959 година. Получава една номинация за голямата награда за режисурата на Кристиан-Жак. Филмът е голям хит във Франция с 4 657 610 посетители в кината.

## В ролите
| Изпълнител    | Роля                         |
| ------------- | ---------------------------- |
| Брижит Бардо  | Бабет                        |
| Жак Шарийе    | Жерар                        |
| Ханес Месемер | Фон Аренберг                 |
| Франсис Бланш | Командир Оберщурмфюрер       |
| Роналд Хауърд | Полковник Фицпатрик          |
| Ив Винсънт    | Капитан Дарси                |
| Пиер Бертин   | Херцог Едмонд де Креси-Лозер |
| Мона Гоя      | Мадам Фернанде               |